# 日本の鉄道駅一覧 い
| あ | い | う-え   | お        | か    | き | く-け |
| こ | さ | し-しも | しや-しん | す-そ | た | ち-て |
| と | な | に      | ぬ-の     | は    | ひ | ふ-ほ |
| ま | み | む-も   | や-わ行   |       |    |       |

日本の鉄道駅一覧 いは、日本の鉄道駅のうち、いで始まるものの一覧である。

## い

### いあ-いお
- 飯井駅（いいえき）
- 飯岡駅（いいおかえき）
- 飯倉駅（いいぐらえき）
- 飯坂温泉駅（いいざかおんせんえき）
- 飯島駅（いいじまえき）
- 飯田駅（いいだえき）
- 飯田岡駅（いいだおかえき）
- 飯田橋駅（いいだばしえき）
- 飯塚駅（いいづかえき）
- 飯詰駅（いいづめえき）
- 飯沼駅（いいぬまえき）
- 飯浦駅（いいのうらえき）
- 飯羽間駅（いいばまえき）
- 飯森駅（いいもりえき）
- 飯山駅（いいやまえき）
- 家城駅（いえきえき）
- 家地川駅（いえぢがわえき）
- 家中駅（いえなかえき）
- 家久駅（いえひさえき）
- 家山駅（いえやまえき）
- 医王寺前駅（いおうじまええき）
- 伊尾木駅（いおきえき）
- 井荻駅（いおぎえき）

### いか-いこ
- 伊賀駅（いがえき）
- 伊賀上野駅（いがうえのえき）
- 伊香牛駅（いかうしえき）
- 伊賀神戸駅（いがかんべえき）
- 伊賀上津駅（いがこうづえき）
- 五十崎駅（いかざきえき）
- 五十島駅（いがしまえき）
- 伊上駅（いがみえき）
- 伊賀屋駅（いがやえき）
- 碇ケ関駅（いかりがせきえき）
- 井川駅（いかわえき）
- 井川さくら駅（いかわさくらえき）
- 伊川谷駅（いかわだにえき）
- 一貴山駅（いきさんえき）
- 軍畑駅（いくさばたえき）
- 生地駅（いくじえき）
- 生田駅 (神奈川県)（いくたえき・小田急小田原線）
- 生田原駅（いくたはらえき）
- 生野駅（いくのえき）
- 生野屋駅（いくのやえき）
- 居組駅（いぐみえき）
- 井倉駅（いくらえき）
- 池上駅（いけがみえき）
- 池下駅（いけしたえき）
- 池尻駅（いけじりえき）
- 池尻大橋駅（いけじりおおはしえき）
- 池田駅 (北海道)（いけだえき・北海道旅客鉄道根室本線）
- 池田駅 (大阪府)（いけだえき・阪急宝塚線）
- 池田駅 (熊本県)（いけだえき・熊本電気鉄道菊池線）
- 池月駅（いけづきえき）
- 池野駅（いけのえき）
- 池ノ上駅（いけのうええき）
- 池の浦駅（いけのうらえき）
- 池谷駅（いけのたにえき）
- 池戸駅（いけのべえき）
- 池場駅（いけばえき）
- 池袋駅（いけぶくろえき）
- 池部駅（いけべえき）
- いこいの広場駅（いこいのひろばえき）
- いこいの村駅（いこいのむらえき）
- 生駒駅（いこまえき）
- 生駒山上駅（いこまさんじょうえき）

### いさ-いそ
- 石原駅 (京都府)（いさえき・西日本旅客鉄道山陰本線）
- 井細田駅（いさいだえき）
- 諫早駅（いさはやえき）
- 諫早東高校駅（いさはやひがしこうこうえき）
- 伊佐領駅（いさりょうえき）
- 石和温泉駅（いさわおんせんえき）
- 石井駅 (兵庫県)（いしいえき・智頭急行智頭線）
- 石井駅 (徳島県)（いしいえき・四国旅客鉄道徳島線）
- 石打駅（いしうちえき）
- 石打ダム駅（いしうちダムえき）
- 石岡駅（いしおかえき）
- 石蟹駅（いしがえき）
- 石垣駅（いしかきえき）
- 石上駅（いしがみえき）
- 石神前駅（いしがみまええき）
- 石狩沼田駅（いしかりぬまたえき）
- 石川駅 (JR東日本)（いしかわえき・東日本旅客鉄道奥羽本線）
- 石川駅 (弘南鉄道)（いしかわえき・弘南鉄道大鰐線）
- 石川台駅（いしかわだいえき）
- 石川町駅（いしかわちょうえき）
- 石川プール前駅（いしかわプールまええき）
- 石切駅（いしきりえき）
- 石倉駅（いしくらえき）
- 石下駅（いしげえき）
- 石越駅（いしこしえき）
- 石才駅（いしざいえき）
- 石地駅（いしじえき）
- 石田駅 (京都府)（いしだえき・京都市交通局東西線）
- 石田駅 (福岡県)（いしだえき・九州旅客鉄道日田彦山線）
- 石津駅（いしづえき・養老鉄道養老線）
- 石津停留場（いしづていりゅうじょう・阪堺電気軌道阪堺線）
- 石津川駅（いしづがわえき）
- 石津北停留場（いしづきたていりゅうじょう）
- 石鎚山駅（いしづちやまえき）
- 石手川公園駅（いしてがわこうえんえき）
- 石鳥谷駅（いしどりやえき）
- 石巻駅（いしのまきえき）
- 石巻あゆみ野駅（いしのまきあゆみのえき）
- 石巻港駅（いしのまきこうえき）
- 石場駅（いしばえき）
- 石橋駅 (栃木県)（いしばしえき・東日本旅客鉄道東北本線）
- 石橋停留場（いしばしていりゅうじょう・長崎電気軌道大浦支線）
- 石橋阪大前駅（いしばしはんだいまええき）
- 石浜駅（いしはまえき）
- 石原町駅（いしはらまちえき）
- 石部駅（いしべえき）
- 石仏駅（いしぼとけえき）
- 石嶺駅（いしみねえき）
- 石屋川駅（いしやがわえき）
- 石山駅（いしやまえき）
- 石山寺駅（いしやまでらえき）
- 石山通停留場（いしやまどおりていりゅうじょう）
- 伊集院駅（いじゅういんえき）
- 井尻駅（いじりえき）
- 石原駅 (埼玉県)（いしわらえき・秩父鉄道秩父本線）
- 一身田駅（いしんでんえき）
- 伊豆熱川駅（いずあたがわえき）
- 伊豆稲取駅（いずいなとりえき）
- いずえ駅
- 伊豆大川駅（いずおおかわえき）
- 伊豆急下田駅（いずきゅうしもだえき）
- 伊豆高原駅（いずこうげんえき）
- 五十鈴ケ丘駅（いすずがおかえき）
- 五十鈴川駅（いすずがわえき）
- 伊豆多賀駅（いずたがえき）
- 伊豆長岡駅（いずながおかえき）
- 伊豆仁田駅（いずにったえき）
- 伊豆北川駅（いずほっかわえき）
- 泉駅 (福島県いわき市)（いずみえき・東日本旅客鉄道常磐線）
- 泉駅 (福島市)（いずみえき・福島交通飯坂線）
- 出水駅（いずみえき・九州旅客鉄道九州新幹線・肥薩おれんじ鉄道線）
- 泉大津駅（いずみおおつえき）
- 和泉大宮駅（いずみおおみやえき）
- 泉ケ丘駅（いずみがおかえき）
- 泉郷駅（いずみごうえき）
- 泉崎駅（いずみざきえき）
- 泉佐野駅（いずみさのえき）
- 泉沢駅（いずみさわえき）
- 和泉砂川駅（いずみすながわえき）
- 泉外旭川駅（いずみそとあさひかわえき）
- 泉田駅（いずみたえき）
- 泉体育館駅（いずみたいいくかんえき）
- 和泉多摩川駅（いずみたまがわえき）
- いずみ中央駅（いずみちゅうおうえき・相模鉄道いずみ野線）
- 泉中央駅（いずみちゅうおうえき・仙台市地下鉄南北線）
- 和泉中央駅（いずみちゅうおうえき・南海泉北線）
- 和泉鳥取駅（いずみとっとりえき）
- いずみ野駅（いずみのえき）
- 和泉橋本駅（いずみはしもとえき）
- 和泉府中駅（いずみふちゅうえき）
- 出目駅（いずめえき）
- 出雲科学館パークタウン前駅（いずもかがくかんパークタウンまええき）
- 出雲坂根駅（いずもさかねえき）
- 出雲崎駅（いずもざきえき）
- 出雲市駅（いずもしえき）
- 出雲神西駅（いずもじんざいえき）
- 出雲大社前駅（いずもたいしゃまええき）
- 出雲大東駅（いずもだいとうえき）
- 出雲三成駅（いずもみなりえき）
- 出雲八代駅（いずもやしろえき）
- 出雲横田駅（いずもよこたえき）
- 石動駅（いするぎえき）
- 出馬駅（いずんまえき）
- 伊勢朝日駅（いせあさひえき）
- 伊勢石橋駅（いせいしばしえき）
- 伊勢上野駅（いせうえのえき）
- 伊勢大井駅（いせおおいえき）
- 伊勢奥津駅（いせおきつえき）
- 伊勢柏崎駅（いせかしわざきえき）
- 伊勢鎌倉駅（いせかまくらえき）
- 伊勢川口駅（いせかわぐちえき）
- 伊勢川島駅（いせかわしまえき）
- 井関駅（いせぎえき）
- 伊勢崎駅（いせさきえき）
- 伊勢佐木長者町駅（いせざきちょうじゃまちえき）
- 伊勢市駅（いせしえき）
- 伊勢田駅（いせだえき）
- 伊勢竹原駅（いせたけはらえき）
- 伊勢中川駅（いせなかがわえき）
- 伊勢中原駅（いせなかはらえき）
- 伊勢八太駅（いせはたえき）
- 伊勢治田駅（いせはったえき）
- 伊勢原駅（いせはらえき）
- 伊勢松本駅（いせまつもとえき）
- 伊勢八知駅（いせやちえき）
- 伊勢若松駅（いせわかまつえき）
- 五十市駅（いそいちえき）
- 石生駅（いそうえき）
- 磯子駅（いそごえき）
- 磯崎駅（いそざきえき）
- 五十猛駅（いそたけえき）
- 磯ノ浦駅（いそのうらえき）
- 磯原駅（いそはらえき）
- 磯分内駅（いそぶんないえき）
- 磯部駅 (群馬県)（いそべえき・東日本旅客鉄道信越本線）
- 磯部駅 (石川県)（いそべえき・北陸鉄道浅野川線）
- 磯山駅（いそやまえき）

### いた-いと
- 板荷駅（いたがえき）
- 井高野駅（いたかのえき）
- 井田川駅（いだがわえき）
- 伊太祈曽駅（いだきそえき）
- 板倉東洋大前駅（いたくらとうようだいまええき）
- 潮来駅（いたこえき）
- 板野駅（いたのえき）
- 板橋駅（いたばしえき）
- 板橋区役所前駅（いたばしくやくしょまええき）
- 板橋本町駅（いたばしほんちょうえき）
- 飯給駅（いたぶえき）
- 伊丹駅 (JR西日本)（いたみえき・西日本旅客鉄道福知山線）
- 伊丹駅 (阪急)（いたみえき・阪急伊丹線）
- 猪田道駅（いだみちえき）
- 板持駅（いたもちえき）
- 板谷駅（いたやえき）
- 板宿駅（いたやどえき）
- 板柳駅（いたやなぎえき）
- 市尾駅（いちおえき）
- 市岡駅（いちおかえき）
- 市が尾駅（いちがおえき）
- 市ケ谷駅（いちがやえき）
- 市川駅（いちかわえき）
- 市川大野駅（いちかわおおのえき）
- 市川塩浜駅（いちかわしおはまえき）
- 市川大門駅（いちかわだいもんえき）
- 市川本町駅（いちかわほんまちえき）
- 市川真間駅（いちかわままえき）
- 市来駅（いちきえき）
- 一志駅（いちしえき）
- 市島駅（いちじまえき）
- 一乗寺駅（いちじょうじえき）
- 一乗谷駅（いちじょうだにえき）
- 一条橋停留場（いちじょうばしていりゅうじょう）
- 市城駅（いちしろえき）
- 市田駅（いちだえき）
- 市棚駅（いちたなえき）
- 市坪駅（いちつぼえき）
- 市波駅（いちなみえき）
- 市布駅（いちぬのえき）
- 一之江駅（いちのええき）
- 市ノ川駅（いちのかわえき）
- 市ノ瀬駅（いちのせえき）
- 一ノ関駅（いちのせきえき）
- 一ノ堰六地蔵尊駅（いちのせきろくじぞうそんえき・臨時）
- 一の鳥居駅（いちのとりいえき）
- 一戸駅（いちのへえき）
- 市辺駅（いちのべえき）
- 一宮駅（いちのみやえき）
- 櫟本駅（いちのもとえき）
- 一の渡駅（いちのわたりえき）
- 一ノ割駅（いちのわりえき）
- 市場駅 (JR西日本)（いちばえき・西日本旅客鉄道加古川線）
- 市場駅 (神戸電鉄)（いちばえき・神戸電鉄粟生線）
- 市場駅 (福岡県)（いちばえき・平成筑豊鉄道伊田線）
- 一畑口駅（いちばたぐちえき）
- 市塙駅（いちはなえき）
- 市原駅（いちはらえき）
- 一分駅（いちぶえき・近鉄生駒線）
- 一武駅（いちぶえき・くま川鉄道湯前線）
- 市振駅（いちぶりえき）
- 市部駅（いちべえき）
- 五日市駅（いつかいちえき）
- 五日町駅（いつかまちえき）
- 一社駅（いっしゃえき）
- 一勝地駅（いっしょうちえき）
- 五橋駅（いつつばしえき）
- 一本松駅 (埼玉県)（いっぽんまつえき・東武越生線）
- 一本松駅 (福岡県)（いっぽんまつえき・九州旅客鉄道日田彦山線）
- いづろ通停留場（いづろどおりていりゅうじょう）
- 井出駅（いでえき）
- 出光美術館駅（いでみつびじゅつかんえき）
- 井戸駅（いどえき）
- 糸井駅（いといえき）
- 糸魚川駅（いといがわえき）
- 伊東駅（いとうえき）
- 井土ヶ谷駅（いどがやえき）
- 糸崎駅（いとざきえき）
- 愛し野駅（いとしのえき）
- 糸島高校前駅（いとしまこうこうまええき）
- 糸田駅（いとだえき）
- 糸貫駅（いとぬきえき）

### いな-いの
- 伊奈駅（いなえき）
- 稲枝駅（いなええき）
- 稲永駅（いなえいえき）
- 稲尾駅（いなおえき）
- 伊那大島駅（いなおおしまえき）
- 田舎館駅（いなかだてえき）
- 伊那上郷駅（いなかみさとえき）
- 稲城駅（いなぎえき）
- 伊那北駅（いなきたえき）
- 稲城長沼駅（いなぎながぬまえき）
- 稲毛駅（いなげえき）
- 稲毛海岸駅（いなげかいがんえき）
- 依那古駅（いなこえき・伊賀鉄道伊賀線）
- 稲子駅（いなこえき・東海旅客鉄道身延線）
- 伊那小沢駅（いなこざわえき）
- 稲沢駅（いなざわえき）
- 伊那市駅（いなしえき）
- 伊那新町駅（いなしんまちえき）
- 稲梓駅（いなずさえき）
- 稲田駅（いなだえき）
- 伊那田島駅（いなたじまえき）
- 稲田堤駅（いなだづつみえき）
- 伊奈中央駅（いなちゅうおうえき）
- 稲積公園駅（いなづみこうえんえき）
- 猪名寺駅（いなでらえき）
- 稲戸井駅（いなといえき）
- 稲野駅（いなのえき）
- 因幡船岡駅（いなばふなおかえき）
- 因幡社駅（いなばやしろえき）
- 稲原駅（いなはらえき）
- 伊那福岡駅（いなふくおかえき）
- 稲穂駅（いなほえき）
- 伊那本郷駅（いなほんごうえき）
- 伊那松島駅（いなまつしまえき）
- 印南駅（いなみえき）
- 稲村ヶ崎駅（いなむらがさきえき）
- 伊那八幡駅（いなやわたえき）
- 稲荷駅（いなりえき）
- 稲荷口駅（いなりぐちえき）
- 稲荷町駅 (東京都)（いなりちょうえき・東京地下鉄銀座線）
- 稲荷町駅 (富山県)（いなりまちえき・富山地方鉄道本線・不二越線）
- 稲荷町停留場（いなりまちていりゅうじょう・広島電鉄本線）
- 稲荷山駅（いなりやまえき）
- 稲荷山公園駅（いなりやまこうえんえき）
- 猪苗代駅（いなわしろえき）
- 猪苗代湖畔駅（いなわしろこはんえき・臨時）
- 犬飼駅（いぬかいえき）
- 犬川駅（いぬかわえき）
- 犬島新町駅（いぬじましんまちえき）
- 犬塚駅（いぬづかえき）
- 犬吠駅（いぬぼうえき）
- 犬山駅（いぬやまえき）
- 犬山口駅（いぬやまぐちえき）
- 犬山遊園駅（いぬやまゆうえんえき）
- 井野駅 (群馬県)（いのえき・東日本旅客鉄道上越線）
- 井野駅 (千葉県)（いのえき・山万ユーカリが丘線）
- 伊野駅（いのえき・四国旅客鉄道土讃線）
- 伊野停留場（いのていりゅうじょう・とさでん交通伊野線）
- 居能駅（いのうえき）
- 伊野駅前停留場（いのえきまえていりゅうじょう）
- 井の頭公園駅（いのかしらこうえんえき）
- 井口駅 (石川県)（いのくちえき・北陸鉄道石川線）
- 井口駅 (広島県)（いのくちえき・広島電鉄宮島線）
- 伊野商業前停留場（いのしょうぎょうまえていりゅうじょう）
- 猪谷駅（いのたにえき）
- いのつき駅
- 伊野灘駅（いのなだえき）

### いは-いほ
- 井原停留場（いはらていりゅうじょう・豊橋鉄道東田本線）
- 井原駅（いばらえき・井原鉄道井原線）
- 井原市駅（いばらいちえき）
- 茨木駅（いばらきえき）
- 茨木市駅（いばらきしえき）
- 井原里駅（いはらのさとえき）
- 茨目駅（いばらめえき）
- 揖斐駅（いびえき）
- 伊比井駅（いびいえき）
- 指宿駅（いぶすきえき）
- 動橋駅（いぶりはしえき）
- 伊保駅（いほえき）

### いま-いも
- 今井駅（いまいえき）
- 今池駅 (愛知県)（いまいけえき・名古屋市営地下鉄東山線・桜通線）
- 今池停留場（いまいけていりゅうじょう・阪堺電気軌道阪堺線）
- 今池駅 (福岡県)（いまいけえき・筑豊電気鉄道）
- 今泉駅（いまいずみえき）
- 今伊勢駅（いまいせえき）
- 今市駅（いまいちえき）
- 今井浜海岸駅（いまいはまかいがんえき）
- 今川駅 (新潟県)（いまがわえき・東日本旅客鉄道羽越本線）
- 今川駅 (大阪府)（いまがわえき・近鉄南大阪線）
- 今川河童駅（いまがわかっぱえき）
- 今隈駅（いまぐまえき）
- 今里駅 (近鉄)（いまざとえき・近鉄大阪線）
- 今里駅 (Osaka Metro)（いまざとえき・Osaka Metro千日前線・今里筋線）
- 今宿駅（いまじゅくえき）
- 今庄駅（いまじょうえき）
- 今津駅 (兵庫県)（いまづえき・阪神本線・阪急今津線）
- 今津駅 (大分県)（いまづえき・九州旅客鉄道日豊本線）
- 今出川駅（いまでがわえき）
- 今橋駅（いまばしえき）
- 今治駅（いまばりえき）
- 今福駅（いまぶくえき）
- 今福鶴見駅（いまふくつるみえき）
- 今船停留場（いまふねていりゅうじょう）
- 今別駅（いまべつえき）
- 今宮駅（いまみやえき）
- 今宮戎駅（いまみやえびすえき）
- 今山駅（いまやまえき）
- 伊万里駅（いまりえき）

### いや-いよ
- 揖屋駅（いやえき）
- 祖谷口駅（いやぐちえき）
- 伊予出石駅（いよいずしえき）
- 伊予石城駅（いよいわきえき）
- 伊予大洲駅（いよおおずえき）
- 伊予大平駅（いよおおひらえき）
- 伊予上灘駅（いよかみなだえき）
- 伊予亀岡駅（いよかめおかえき）
- 伊与喜駅（いよきえき）
- 伊予小松駅（いよこまつえき）
- 伊予西条駅（いよさいじょうえき）
- 伊予桜井駅（いよさくらいえき）
- 伊予寒川駅（いよさんがわえき）
- 伊予市駅（いよしえき）
- 伊予白滝駅（いよしらたきえき）
- 伊予立川駅（いよたちかわえき）
- いよ立花駅（いよたちばなえき）
- 伊予土居駅（いよどいえき）
- 伊予富田駅（いよとみたえき）
- 伊予長浜駅（いよながはまえき）
- 伊予中山駅（いよなかやまえき）
- 伊予氷見駅（いよひみえき）
- 伊予平野駅（いよひらのえき）
- 伊予北条駅（いよほうじょうえき）
- 伊予三島駅（いよみしまえき）
- 伊予宮野下駅（いよみやのしたえき）
- 伊予三芳駅（いよみよしえき）
- 伊予横田駅（いよよこたえき）
- 伊予吉田駅（いよよしだえき）
- 伊予和気駅（いよわけえき）

### いら-いろ
- 五十川駅（いらがわえき）
- 伊里駅（いりえき）
- 入明駅（いりあけえき）
- 入生田駅（いりうだえき）
- 入江岡駅（いりえおかえき）
- 杁ヶ池公園駅（いりがいけこうえんえき）
- 入曽駅（いりそえき）
- いりなか駅
- 入野駅 (鹿児島県)（いりのえき・九州旅客鉄道指宿枕崎線）
- 入広瀬駅（いりひろせえき）
- 入谷駅 (東京都)（いりやえき・東京地下鉄日比谷線）
- 入谷駅 (神奈川県)（いりやえき・東日本旅客鉄道相模線）
- 入山瀬駅（いりやませえき）
- 医療センター駅（いりょうセンターえき）
- 入間市駅（いるましえき）
- 入地駅（いれじえき）

### いわ-いん
- 岩井駅（いわいえき）
- 岩泉小本駅（いわいずみおもとえき）
- いわき駅（東日本旅客鉄道常磐線・磐越東線）
- 磐城駅（いわきえき・近鉄南大阪線）
- 磐城浅川駅（いわきあさかわえき）
- 磐城石井駅（いわきいしいえき）
- 磐城石川駅（いわきいしかわえき）
- 磐城太田駅（いわきおおたえき）
- 磐城棚倉駅（いわきたなくらえき）
- 磐城常葉駅（いわきときわえき）
- 磐城塙駅（いわきはなわえき）
- 岩城みなと駅（いわきみなとえき）
- 磐城守山駅（いわきもりやまえき）
- 岩切駅（いわきりえき）
- 岩国駅（いわくにえき）
- 岩倉駅 (愛知県)（いわくらえき・名古屋鉄道犬山線）
- 岩倉駅 (京都府)（いわくらえき・叡山電鉄鞍馬線）
- 岩倉駅 (山口県)（いわくらえき・西日本旅客鉄道宇部線）
- 岩峅寺駅（いわくらじえき）
- 岩沢駅（いわさわえき）
- 岩島駅（いわしまえき）
- 石清水八幡宮駅（いわしみずはちまんぐうえき）
- 岩宿駅（いわじゅくえき）
- 岩代駅（いわしろえき）
- 岩代清水駅（いわしろしみずえき）
- 岩瀬駅（いわせえき）
- 岩瀬浜駅（いわせはまえき）
- 岩田駅（いわたえき・西日本旅客鉄道山陽本線）
- 磐田駅（いわたえき・東海旅客鉄道東海道本線）
- 岩滝口駅（いわたきぐちえき）
- 岩館駅（いわだてえき）
- 岩塚駅（いわつかえき）
- 岩槻駅（いわつきえき・東武野田線）
- 岩原スキー場前駅（いわっぱらスキーじょうまええき）
- 岩出駅（いわでえき）
- 岩手飯岡駅（いわていいおかえき）
- 岩手石橋駅（いわていしばしえき）
- 岩手上郷駅（いわてかみごうえき）
- 岩手川口駅（いわてかわぐちえき）
- いわて沼宮内駅（いわてぬまくないえき）
- 岩手二日町駅（いわてふつかまちえき）
- 岩手船越駅（いわてふなこしえき）
- 岩出山駅（いわでやまえき）
- 石刀駅（いわとえき）
- 岩波駅（いわなみえき）
- 岩沼駅（いわぬまえき）
- 巌根駅（いわねえき）
- 岩根橋駅（いわねばしえき）
- 岩ノ下駅（いわのしたえき）
- 岩野目駅（いわのめえき）
- 岩鼻駅（いわはなえき）
- 岩原駅（いわはらえき）
- 岩舟駅（いわふねえき）
- 岩船町駅（いわふねまちえき）
- 岩間駅（いわまえき）
- 岩松駅（いわまつえき）
- 岩美駅（いわみえき・西日本旅客鉄道山陰本線）
- 石見駅（いわみえき・近鉄橿原線）
- 岩見沢駅（いわみざわえき）
- 石見津田駅（いわみつだえき）
- 石見福光駅（いわみふくみつえき）
- 石見横田駅（いわみよこたえき）
- 岩村駅（いわむらえき）
- 岩村田駅（いわむらだえき）
- 岩室駅（いわむろえき）
- 岩本駅（いわもとえき）
- 岩本町駅（いわもとちょうえき）
- 岩屋駅 (兵庫県)（いわやえき・阪神本線）
- 岩屋駅 (佐賀県)（いわやえき・九州旅客鉄道唐津線）
- 岩屋橋停留場（いわやばしていりゅうじょう）
- 岩山駅（いわやまえき）
- 印西牧の原駅（いんざいまきのはらえき）
- インテック本社前停留場（インテックほんしゃまえていりゅうじょう）
- 院内駅（いんないえき）
- 院庄駅（いんのしょうえき）
- 印場駅（いんばえき）
- 印旛日本医大駅（いんばにほんいだいえき）
- 伊部駅（いんべえき）